# Suffer
Suffer — третий альбом американской панк-рок-группы Bad Religion, выпущенный на независимом калифорнийском лейбле Epitaph Records 8 сентября 1988 года. Это первый альбом, который был записан и выпущен на данном лейбле. После релиза EP Back to the Known в 1985 году Bad Religion ушли на временный отдых, однако позднее все члены группы объединились оригинальным составом (кроме барабанщика Джея Зискрута) и приступили к записи первого за пять лет полноформатного альбома.
Хотя Suffer не попал в чарты Billboard, альбом был отмечен некоторыми критиками как один из наиболее важных панк-рок альбомов за все время. Множество панк групп третьей волны отметили Suffer как главное вдохновение, среди которых был Фэт Майк из NoFX, сказавший что «эта запись изменила все». NoFX позже сделали отсылку к альбому своим EP Surfer в 2001 году.
You Are (The Government), 1000 More Fools, How Much Is Enough?, Land of Competition, Best For You, Suffer, What Can You Do? и Do What You Want являются одними из любимых фанатами песен и некоторые из них закрепились за живыми выступлениями группы. Part IV (The Index Fossil) — единственная песня, которая никогда не была сыграна на выступлениях.

## Предыстория
Группа Bad Religion была сформирована в Южной Калифорнии в 1980 году вокалистом Грегом Граффином и гитаристом Бреттом Гуревичем. В состав группы также вошли бас-гитарист Джея Бентли и барабанщик Джей Зискрут. В 1981 году группа выпустила свой одноименный дебютный EP Bad Religion на только сформированном лейбле Epitaph Records, который был основан Гуревичем. В 1982 году группа выпустила свой первый полноформатный альбом How Could Hell Be Any Worse? и получила еще больше фанатов. Во время записи этого альбома Зискрут покинул группу и был заменен Питом Файнстоуном. После еще некоторых изменений в составе и выпуска второго альбома Into the Unknown в 1983 году, группа объявила о своем уходе в 1984 году.
В 1984 году Грег Хетсон из Circle Jerks, который ранее сыграл гитарное соло в песне Part III для альбома How Could Hell Be Any Worse?, работал с Граффином над песней Running Fast для саундтрека к фильму Desperate Teenage Lovedolls. Через некоторое время после этого Граффин пересобрал Bad Religion с Хетсоном, заменившим Гуревича, который проходил реабилитацию после проблем с наркотиками. Bad Religion вернулись к своему прежнему звучанию с EP Back to the Known в 1985 году, но в скором времени снова расформировали группу.
К 1987 году Гуревич восстановился после реабилитации и, взяв профессиональные курсы, стал инженером на звукозаписывающей студии и ее владельцем. Гуревич отметил:

 Мне действительно нравилось, и все еще нравится, быть инженером звукозаписи, но у меня было тяжелое время с попытками найти хоть какие-то деньги. Я просто знал что хочу быть в музыке. Потом, в 1987 году, Bad Religion сказали «Эй, приятель, почему бы нам снова не собраться?».Оригинальный текст (англ.)I really enjoyed, still enjoy, being a recording engineer, but I had a terrible time trying to make any money. And my hours were horrible. I just knew I wanted to be in music. Then, in 1987, Bad Religion said, 'Hey man, why don't we get the group back together?’.

После того как Bad Religion наконец вновь объединились, они начали записывать новый материал и пошли на студию Westbeach Records в апреле 1988 года для записи следующего альбома. По словам Гуревича, альбом занял восемь дней на запись и обработку.
Во время сессий записи группа сделала демо перезаписанной песни Fuck Armageddon…This Is Hell, которая до того входила в альбом How Could Hell Be Any Worse?. Хотела ли группа включить песню в Suffer неизвестно но маловероятно. Члены группы L7 (которые выпустили свой дебютный альбом L7 на Epitaph в том же году играли на записи. Донита Спаркс и Сюзи Гаднер играли на гитарах в Best for You. и Дженнифер Финч была бэк-вокалом в Part II (The Numbers Game).

## Принятие и наследие
| Оценки критиков | Оценки критиков |
| Источник        | Оценка          |
| --------------- | --------------- |
| AllMusic        | [ 8 ]           |
| Роберт Кристгау | (B)             |
| PunkNews        | [ 9 ]           |
| Rolling Stone   | [ 10 ]          |
| Spin            | 7/10            |

Альбом также получил хорошую характеристику от некоторых журналов:
- Alternative Press (3/02, стр.96) — «…Их финальный альбом.…они не смогут затмить этот выброс творческой энергии.»
- Kerrang! (стр.51) — «Звонкий вокал. Слияние энергии и мелодии подтверждает утверждение об абсолютной мощи.»

В фанатском опросе «Do What You Want» была отмечена как одна из лучших песен Bad Religion за все время, наравне с «American Jesus» и «Along The Way». Тим Армстронг из Rancid отметил «What Can You Do?» как свою любимую песню Bad Religion.
В 2006 году Suffer был отмечен Sputnikmusic как лучший панк альбом 1988 года. Альбом также был назван как 99 наиболее влиятельный рок альбом за все время по версии журнала Kerrang!. В мае 2010 года занял 2550 позицию в топе альбомов всех времен от Rate Your Music и 49 в их топе лучших альбомов 1988 года. Он занял 6 позицию в «Топ 20 панк альбомов в истории» по версии LA Weekly.
Чтобы отпраздновать свой 250 выпуск, немецкий журнал Visions попросил 250 знаменитых музыкантов среди всех жанров рок музыки назвать альбом, который больше всего на них повлиял. Фэт Майк из NoFX и Чак Раган из Hot Water Music выбрали Suffer.

## Обложка
Обложка альбома представляет рисунок с подростком в огне, надевшим футболку с логотипом Bad Religion, разработанном Джерри Махоуни, на спине. Персонаж с обложки был выбран группой как маскот, названный «Огненный парень», который можно увидеть на аксессуарах группы, включая футболки. Обложка таrже была спародирована EP Surfer группы NoFX.

## Похвалы
Информация адаптирована с AcclaimedMusic.net.
| Публикация | Страна    | Номинация                                                | Год  | Позиция |
| ---------- | --------- | -------------------------------------------------------- | ---- | ------- |
| Soundi     | Финляндия | 50 лучших альбомов всех времен + 10 альбомов десятилетия | 1995 | 35      |
| Rock Hard  | Германия  | Топ 300 альбомов                                         | 2001 | 222     |

## Список песен
| №  | Название                   | Автор(ы)         | Длительность |
| -- | -------------------------- | ---------------- | ------------ |
| 1. | «You Are (The Government)» | Граффин          | 1:21         |
| 2. | «1000 More Fools»          | Гуревич          | 1:34         |
| 3. | «How Much Is Enough?»      | Гуревич          | 1:22         |
| 4. | «When?»                    | Граффин          | 1:38         |
| 5. | «Give You Nothing»         | Граффин, Гуревич | 2:00         |
| 6. | «Land of Competition»      | Граффин          | 2:04         |
| 7. | «Forbidden Beat»           | Граффин, Гуревич | 1:56         |
| 8. | «Best for You»             | Граффин          | 1:53         |

| №   | Название                     | Автор(ы)         | Длительность |
| --- | ---------------------------- | ---------------- | ------------ |
| 9.  | «Suffer»                     | Граффин, Гуревич | 1:47         |
| 10. | «Delirium of Disorder»       | Гуревич          | 1:38         |
| 11. | «Part II (The Numbers Game)» | Гуревич          | 1:39         |
| 12. | «What Can You Do?»           | Граффин          | 2:44         |
| 13. | «Do What You Want»           | Гуревич          | 1:05         |
| 14. | «Part IV (The Index Fossil)» | Граффин          | 2:02         |
| 15. | «Pessimistic Lines»          | Граффин          | 1:07         |

## История релизов
| Лейбл           | Дата                 | Примечание |
| --------------- | -------------------- | --- |
| Epitaph Records | 8 сентября 1988 года | На CD версии внутренняя обложка представляет фото группы перед CBGB. На виниле то же изображение находится на задней обложке. Внутренняя обложка также представляет пустую комнату, в которой стоит гитара Грега Хетсона Gibson SG и на двери висят пара кед Converse и кожаный жилет, стена которой исписана надписями. Гитарная голова Rickenbacker 4001 (которая принадлежала Джею Бентли) также была видна из дыры в стене. Джей однажды сказал что эта комната была его спальной комнатой в доме его матери. Задняя обложка CD версии представляет список членов группы на фото. |
| Epitaph Records | 6 апреля 2004 года   | Альбом перезаписан вместе с How Could Hell Be Any Worse?, No Control, Against the Grain и Generator. |

## Участники
- Грег Граффин — вокал
- Бретт Гуревич — гитара
- Грег Хетсон — гитара
- Джей Бентли — бас-гитара
- Пит Файнстоун — барабаны
- Донита Спаркс — дополнительная гитара в «Best for You»
- Сюзи Гаднер — дополнительная гитара в «Best for You»
- Дженнифер Винч — бэк-вокал в «Part II (The Numbers Game)»
- Доннелл Кэмерон — инженер
- Бретт Гуревич — инженер
- Джерри Махоуни — иллюстрации